# Esrom Nyandoro
Esrom Nyandoro (Bulawayo, Rodesia del Sur, 6 de febrero de 1980) es un exfutbolista de Zimbabue que jugaba en la posición de centrocampista.

## Carrera

### Club
| Periodo   | Club              | Apariciones | Goles |
| --------- | ----------------- | ----------- | ----- |
| 1999-2001 | Zimbabwe Saints   | 53          | 1     |
| 2001-2004 | AmaZulu           | 80          | 1     |
| 2004-2014 | Mamelodi Sundowns | 203         | 9     |

### Selección nacional
Jugó para Zimbabue en 56 ocasiones de 2001 a 2012 y anotó cinco goles, participó en dos ediciones de la Copa Africana de Naciones y en cuatro eliminatorias para la Copa Mundial de Fútbol.

## Logros

### Club
- Premier Soccer League (3): 2005-06, 2006/07, 2013/14
- Copa de Sudáfrica (1): 2008

### Individual
- Novato del Año de la Premier Soccer League en 2005.